# ربيعيات (رتبة)
الربيعيات (الاسم العلمي: Primulales)، رتبة سابقة من ذوات الفلقتين.
في تصنيف نظام كرونكويست لتصنيف النباتات (1981)، كانت تضم ثلاث فصائل:
- المرسينية
- الربيعية
- الثواجيات

وفي تصنيف نظام المجموعة الثالثة لعلم تطور سلالات مغطاة البذور (2003) ونظام المجموعة الثالثة لعلم تطور سلالات مغطاة البذور (2009) أصبحت رتبة غير صالحة وأُدمجت فصائلها في رتبة الخلنجيات.